# Juruviara-boreal
A juruviara-boreal (Vireo olivaceus) é uma ave passeriforme da família dos vireonídeos, que possui comportamento migratório nas Américas. Tais aves chegam a medir até 14 cm de comprimento e, ao contrário de sua variante, a juruviara-sul-americana, possuem a íris marrom ou acinzentada. Além disso, possuem ainda uma plumagem esverdeada com píleo cinzento e sobrancelha branca margeada de negro. Também são conhecidas pelo nome de trinta-e-um.
É um pássaro onívoro, que alimenta-se de insetos e aracnídeos, bem como também de frutas.